# Ancud
Ancud (anciennement San Carlos de Ancud) est une ville et une commune du Chili située sur l'île de Chiloé dans la province de Chiloé (région des Lacs), à 1 135 kilomètres de Santiago du Chili. Elle est peuplée de 40 819 habitants (2012).

## Histoire
Ancud a été fondée le 20 août 1768 par Carlos Berenger. Elle a été la capitale de la province de Chiloé de 1812 à 1982. La capitale est désormais la ville de Castro.
Durant le XIXe siècle, la vie commerciale fut assez intense, conséquence d'un trafic maritime dense, qui commença à décroître progressivement avec l'ouverture du canal de Panama. Les premières années du XXe siècle furent marquées par la venue importante de colons étrangers dont une grande part d'Allemands, qui donnèrent une nouvelle impulsion au commerce, à l'agriculture et à l'éducation ; cependant l'arrivée du train à Puerto Montt en 1912 marqua un autre temps de crise pour l'activité commerciale d'Ancud, qui recommença une lente courbe descendante.
L'éducation à Ancud se développa grandement avec la fondation au XIXe siècle du séminaire le 13 avril 1845, sous l'auspice de Justo Donoso, puis peu de temps plus tard du lycée d'Ancud le 11 octobre 1868, et avec l'arrivée de religieuses de la congrégation de l'Immaculée conception le 3 novembre 1874.
De par la régionalisation (1982) Ancud n'est plus la capitale de la province de Chiloé, bien que sur le papier son rang soit celui de capitale de province.

Position de Ancud (en rouge) au sein de la région des Lacs.

## Personnalités
- Nelson Schwenke (en) (1957-2012), membre du duo Schwenke y Nilo, est né à Ancud.